# 侯思古
侯思古（1520年—？），字士睿，浙江台州府臨海縣人，民籍，明朝政治人物。

## 生平
嘉靖二十五年（1546年）丙午科浙江鄉試第十四名舉人。嘉靖四十一年（1562年）中式壬戌科會試第一百四十二名，三甲第九十二名進士。官刑部郎中。

## 家族
曾祖侯鐸；祖父侯鰲，訓導；父侯壂，監生。母戴氏。慈侍下。